# Naturschutzgebiet Höhlen
Das Naturschutzgebiet Höhlen ist ein 0,68 Hektar großes Naturschutzgebiet (NSG) nördlich vom Dorf Höhlen in der Gemeinde Kierspe im nordrhein-westfälischen Märkischen Kreis in Deutschland. Das NSG wurde 2003 vom Kreistag des Märkischen Kreises mit dem Landschaftsplan Nr. 7 Kierspe ausgewiesen. Das NSG beginnt direkt nach dem gleichnamigen Dorf.

## Gebietsbeschreibung
Bei dem NSG handelt es sich um einen Teilbereich des naturnahen Oberlaufs des Baches Lingese mit seinen Ufergehölzen und angrenzendem Nassgrünland.

## Schutzzweck
Das Naturschutzgebiet wurde zur Erhaltung und Entwicklung eines Bachtals mit Aue und Grünland und als Lebensraum gefährdeter Tier- und Pflanzenarten ausgewiesen. Wie bei anderen Naturschutzgebieten in Deutschland wurde in der Schutzausweisung darauf hingewiesen, dass das Gebiet „wegen der landschaftlichen Schönheit und Einzigartigkeit“ zum Naturschutzgebiet wurde.